# Georgsinsel

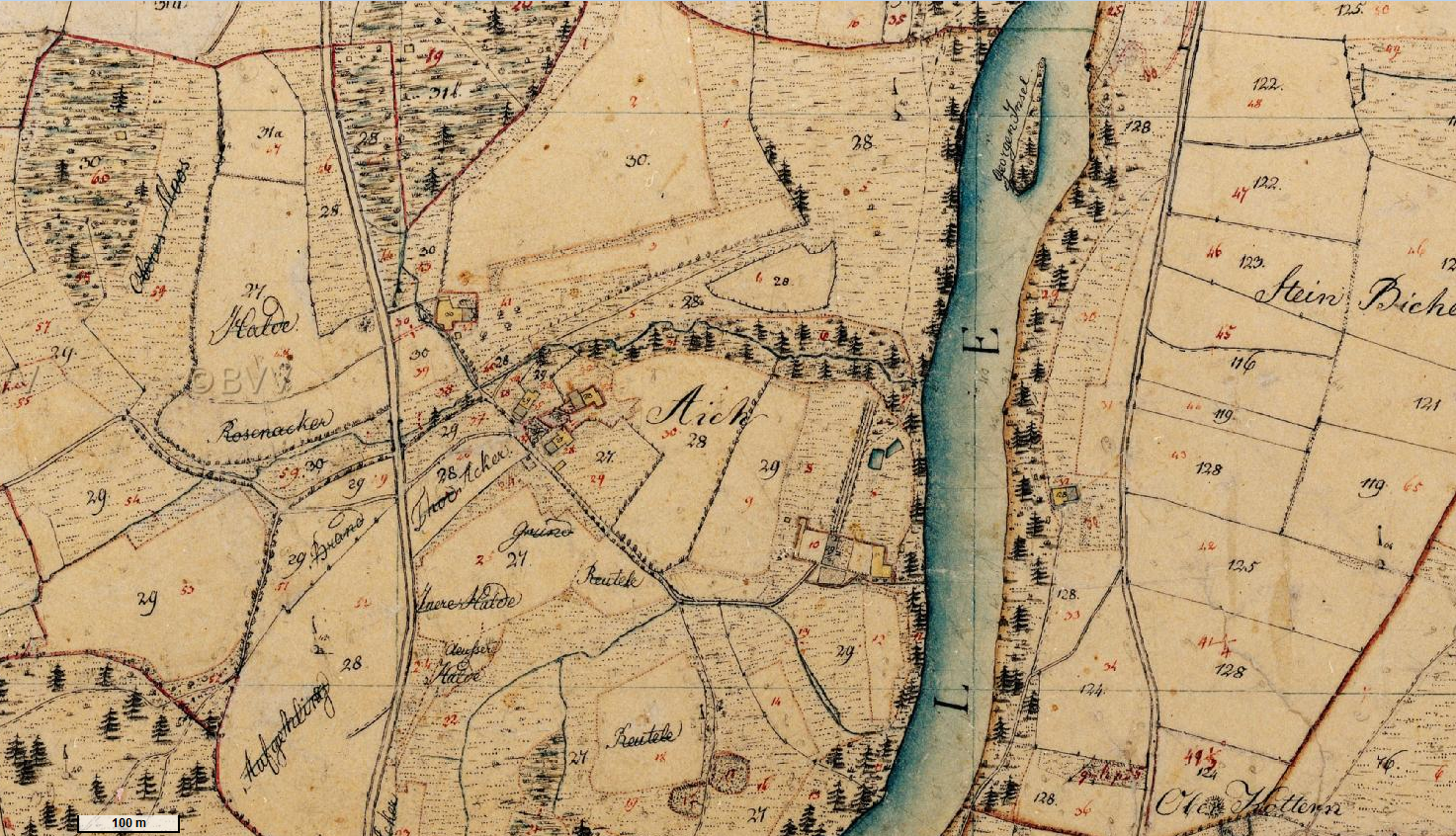
Die Georgen Insel auf der historischen Flurkarte

Die Georgsinsel (gelegentlich auch St.-Georgsinsel, auf der alten Flurkarte GeorgenInsel) ist eine sagenumwobene Felseninsel im Mittellauf der Iller in Kempten (Allgäu) unterhalb der Mariä-Himmelfahrt-Kirche. Die Insel ist als Naturdenkmal eingetragen. Noch vor der teilweisen Sprengung des Nordteils für das Stauwehr des Kleinwasserkraftwerks Drahtzug während der Jahre 1908 bis 1910 wurde die Insel vom Allgäuer Künstler Joseph Buck gemalt.

## Geographie und Geologie
Die baumbestandene Insel liegt im so genannten Illerdurchbruch in Kempten bei Flusskilometer 105,62. Sie ist 35 Meter lang und bis zu 15 Meter breit, bei einer Fläche von 340 Quadratmetern. Sie gehört zu Eich im Stadtteil 8 von Kempten (Südliche Stadtmitte, Eich), während das etwas flussabwärts gelegene Kraftwerk Drahtzug mit seinem Stauwehr bereits zu Sankt Mang (Stadtteil 7) gehört.
Die mit Kiefern bewachsene Insel ist aus klastischen Ablagerungen der tertiärzeitlichen Unteren Süßwassermolasse („Blättermolasse“) aufgebaut.

## Legenden

Zeichnung von Joseph Buck: Erkennbar ist die Form des angeblich versteinerten Drachen

Der Legende nach soll die Insel als Folge des Kampfes zwischen dem heiligen Georg und einem bösen, menschenfressenden Drachen entstanden sein: Als der Heilige den Drachen besiegt hatte, schleuderte er diesen in den Fluss und verwandelte ihn in Stein, damit dieser nicht mehr zu neuem Leben erwachen könne.
Einer weiteren Legende zufolge soll auf der Insel der heilige Magnus einem Riesen namens Boas begegnet sein. Magnus soll die Insel als Platz für eine Mönchszelle gut gefallen haben, der Riese wollte dem Heiligen jedoch das Leben nehmen. Magnus soll eine Keule genommen haben, um dem Riesen sanftere Manieren beizubringen. Der Legende nach hat Magnus auf der Georgsinsel seine erste sichere Unterkunft in Kempten gefunden. Der Geschichtsforschung zufolge ist dieser Riese („Boas“) eine Weiterentwicklung aus der „Boa“, einer Schlange, gegen die Magnus nach der Magnus-Vita gekämpft hatte.
Des Weiteren befand sich auf der kleinen Insel im 15. Jahrhundert auch eine dem heiligen Georg gewidmete Kapelle, in der angeblich ein Einsiedler lebte.